# Apamea contigua
Apamea contigua är en fjärilsart som beskrevs av Adrian Hardy Haworth 1809. Apamea contigua ingår i släktet Apamea och familjen nattflyn. Inga underarter finns listade i Catalogue of Life.